# Organsystem

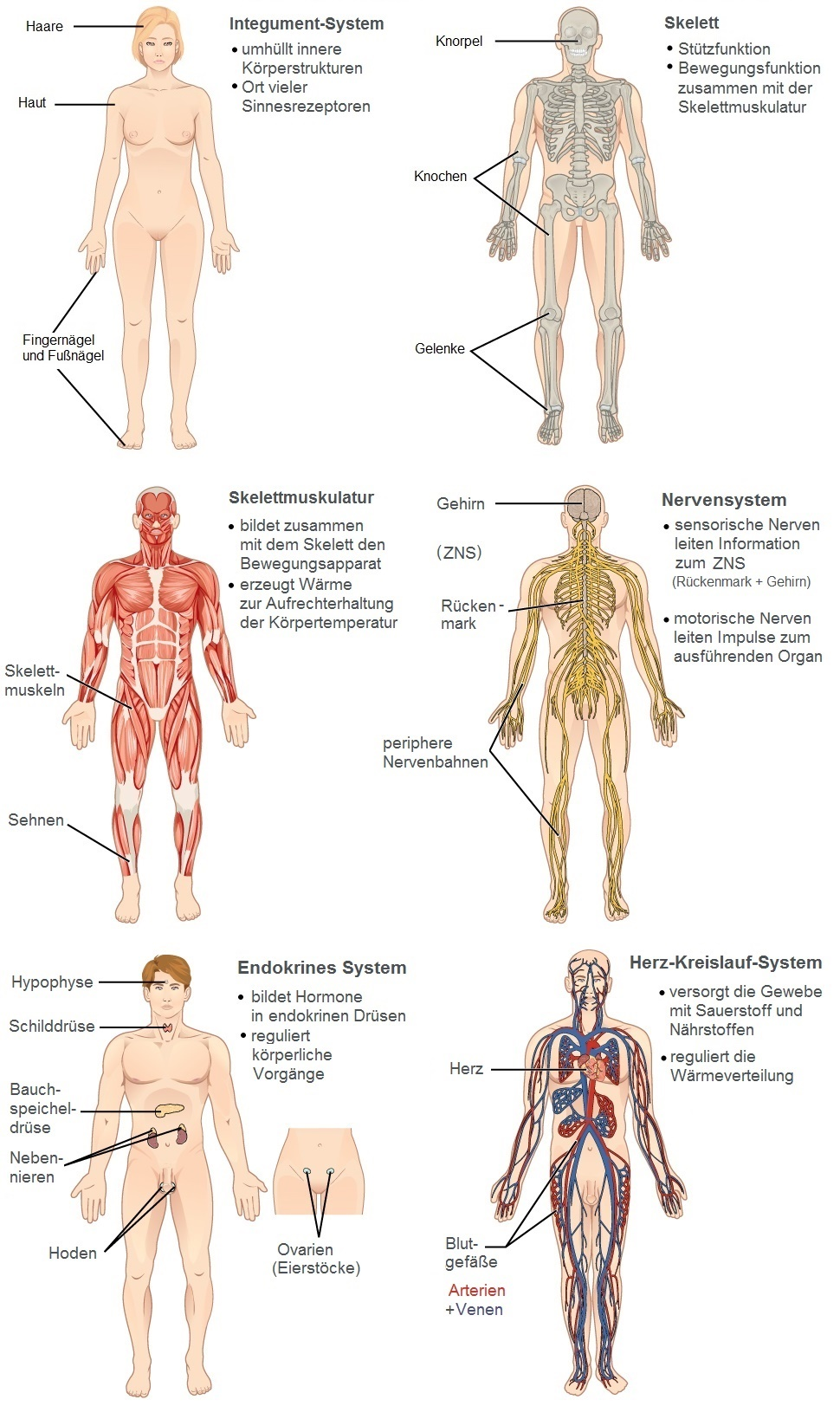
Organsysteme des Menschen: Integument-System, Skelett, Skelettmuskulatur, Nervensystem, Hormonsystem, Herz-Kreislauf-System

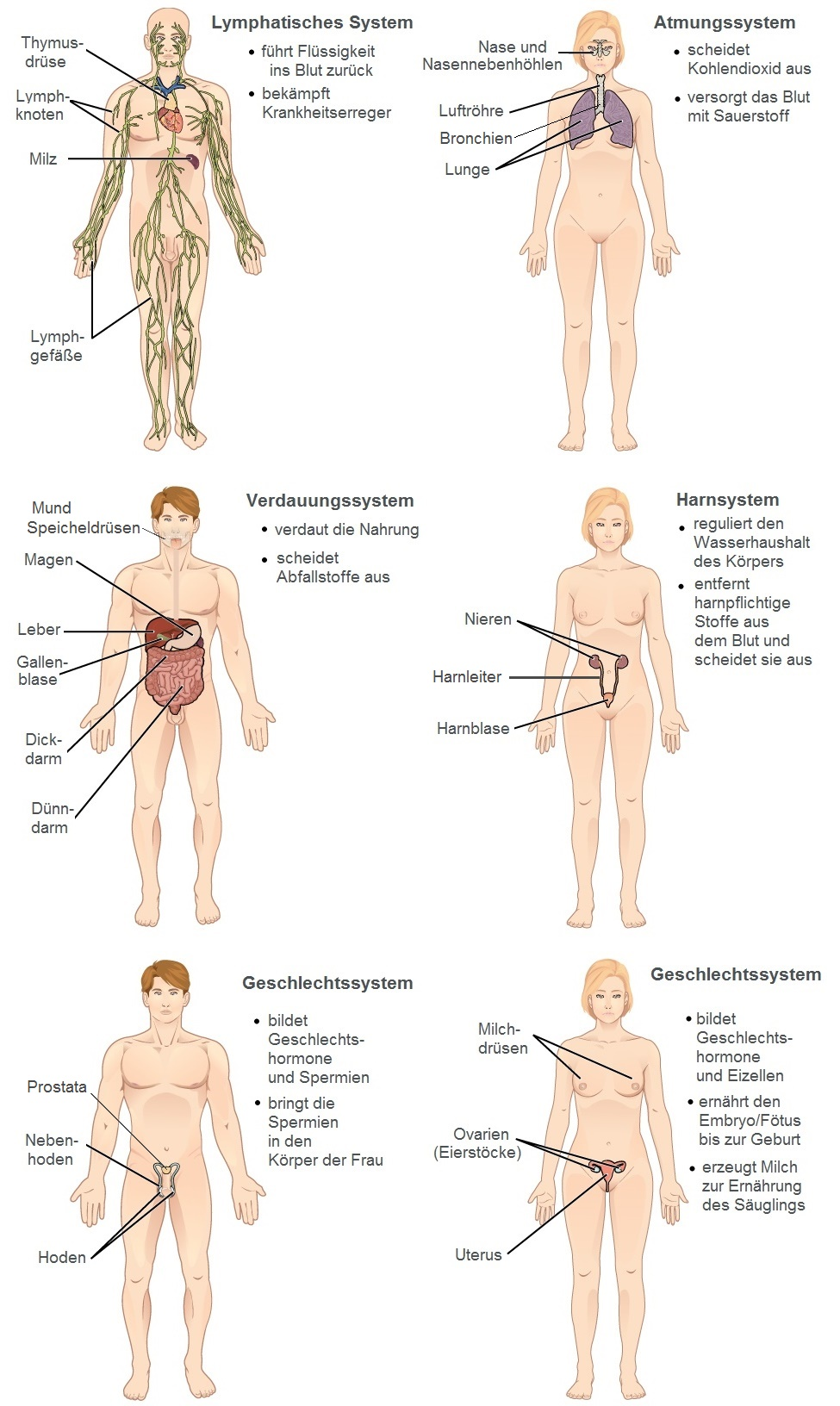
Organsysteme des Menschen: Lymphatisches System, Atmungssystem, Verdauungssystem, Harnsystem, Geschlechtssystem

Als Organsystem bezeichnet man eine funktionell zusammen gehörende Gruppe von Organen im menschlichen oder tierischen Körper. Als Synonym für „System“ wird auch die Bezeichnung „Apparat“ verwendet. Diese Gruppierung ist Grundlage der „Systematischen Anatomie“. So werden zum Beispiel zum Verdauungssystem (oder Verdauungsapparat) alle Organe zusammengefasst, die der Aufnahme (Lippen, Mundhöhle), der Zerkleinerung (Zähne), dem Transport (Speiseröhre), dem enzymatischen Aufschluss und der Resorption der Nahrung (Magen-Darm-Trakt, Leber, Bauchspeicheldrüse) sowie der Ausscheidung (Rektum, Anus) nicht verwertbarer Restprodukte dienen.
Diese Einteilung berücksichtigt nicht, dass es zahlreiche Überschneidungen und Wechselwirkungen zwischen den Organsystemen gibt, also kein Organsystem von den anderen unabhängig agiert. So wird das Verdauungssystem durch Gefäße mit Blut versorgt (Herz-Kreislauf-System), durch Nerven gesteuert (Nervensystem), die Kotabgabe wird durch die Bauchmuskeln unterstützt (Bewegungsapparat). Darüber hinaus spielt es eine Rolle bei Abwehrvorgängen und ein Teil der resorbierten Nährstoffe wird über Lymphe abtransportiert. Ein weiteres Problem bei der Gliederung in Organsysteme sind Mehrfachfunktionen. So hat z. B. die Leber vielfältige Funktionen und könnte zu mehreren Organsystemen gerechnet werden. Zum Nervensystem im weiteren Sinne gehören auch die Sinnesorgane. 
Beim Menschen unterscheidet man folgende Organsysteme:
- Nervensystem
  - Sinnesorgane
- Hormonsystem
- Herz-Kreislauf-System
- Atmungssystem
- Verdauungssystem
- Urogenitalsystem
  - Harnsystem
  - Geschlechtssystem
- Stütz- und Bewegungssystem
  - Skelett
  - Muskulatur
- Haut
- Immunsystem
  - Lymphatisches System